# Muchū sa, Kimi ni.
Muchū sa, Kimi ni. (japonês: 夢中さ、きみに。; conhecido em inglês como Captivated, by You) é um mangá japonês escrito e ilustrado por Yama Wayama. Originalmente escrito como um doujinshi (mangá autopublicado) em fevereiro de 2019, o mangá foi posteriormente adquirido pelo departamento editorial da Comic Beam, que o publicou em um volume em agosto de 2019. Uma adaptação para drama televisivo foi ao ar de janeiro a fevereiro de 2021. Uma adaptação em série de televisão de anime produzida pelo Doga Kobo está programada para estrear em agosto de 2025.

## Sinopse
Muchū sa, Kimi ni. é uma série antológica de histórias vagamente conectadas sobre alunos de uma escola só para meninos. Várias histórias se concentram em Hayashi, um aluno distante e direto, enquanto outras se concentram em Nikaidou, um aluno que adotou uma personalidade abatida e sombria para evitar se aproximar dos colegas.

## Características
Miyoshi Hayashi (林 美良, Hayashi Miyoshi)
Voz por: Kensho Ono
Jōji Ema (江間 譲二, Ema Jōji)
Voz por: Koki Uchiyama
Akira Nikaidō (二階堂 明, Nikaidō Akira)
Voz por: Nobuhiko Okamoto
Yūichi Medaka (目高 優一, Medaka Yūichi)
Voz por: Yūki Ono

## Mídias

### Mangá
O mangá foi originalmente escrito como um doujinshi (mangá autopublicado) e vendido na Comita127  em 17 de fevereiro de 2019. Posteriormente, foi adquirido pelo departamento editorial da Comic Beam, que publicou o mangá em um único volume tankōbon em 10 de agosto de 2019.
Em janeiro de 2021, a Yen Press anunciou que licenciou a série para publicação em inglês. Eles lançaram o volume em 27 de julho de 2021.

### Drama televiso
Uma adaptação em drama televisivo live-action foi ao ar na MBS TV e na TV Kanagawa de 8 de janeiro a 5 de fevereiro de 2021. A direção foi de Ayuko Tsukuhara, Eiji Takano e Moeka Miyazaki, com roteiros de Kōhei Kiyasu e Manato Hamada. Ryūsei Ōnishi, do Naniwa Danshi, interpreta o papel principal.

### Anime
Uma adaptação para série de televisão de anime foi anunciada em 17 de outubro de 2024. A série é produzida pelo Doga Kobo e dirigida por Asami Nakatani, com Yukiko Tsukahara atuando como assistente de direção, Yoshimi Narita escrevendo os roteiros da série, Mai Matsūra desenhando os personagens e Takurō Iga compondo a música. A estreia está prevista para 21 de agosto de 2025 na AT-X e outras redes. A canção de abertura é "Rubble" (ラブル), interpretada por Keina Suda, enquanto o tema de encerramento é "Bitansan Adolescence" (微炭酸アドレセンス), interpretada por Daiki Yamashita e Tasuku Hatanaka. A Crunchyroll transmitirá a série internacionalmente e a Medialink licenciará a série no Sudeste Asiático e na Oceania (exceto Austrália e Nova Zelândia) para transmissão no canal do YouTube da Ani-One Asia.

## Recepção
Na edição de 2020 do guia Kono Manga ga Sugoi!, dos melhores mangás para leitoras, Muchū sa, Kimi ni. ficou em segundo lugar. O mangá também foi indicado para o 13.º Manga Taishō em 2020. No Japan Media Arts Festival de 2020, o mangá ganhou o prêmio New Face na categoria mangá. O mangá também ganhou o prêmio Short Work Prize no Prêmio Cultural Tezuka Osamu de 2020.
Rebecca Silverman do Anime News Network elogiou a representação do ensino médio e os detalhes artísticos de Nikaidou, embora também tenha sentido que era muito estranho em alguns pontos. Sara Smith do School Library Journal também elogiou os personagens e seus designs.